# Bolesław Kowalski (1915–1944)
Bolesław Kowalski, ps. Janek, Ryszard Piasecki, Zygmunt (ur. 6 listopada 1915 w Warszawie, zm. 26 sierpnia 1944 tamże) – oficer, uczestnik II wojny światowej w szeregach Wojska Polskiego, Gwardii Ludowej i Armii Ludowej. Kawaler orderu Virtuti Militari.

## Życiorys
Syn Józefa i Emilii. W 1931 wstąpił do Komunistycznego Związku Młodzieży Polski, za co został aresztowany i osadzony na Pawiaku. Wyszedł stamtąd po kilku miesiącach. W 1935 uczestniczył w manifestacji pierwszomajowej w Warszawie, którą brutalnie rozpędziła Policja Państwowa. Uczestniczył w kampanii wrześniowej. Jako dowódca cekaemu wz. 30 walczył w szeregach 2 Morskiego pułku strzelców w bitwie o Kępę Oksywską. Następnie trafił do niemieckiego obozu jenieckiego Stalag II D w Stargardzie, z którego uciekł. Został jednak złapany i umieszczony w Twierdzy Toruń. Plan ucieczki Kowalskiego z twierdzy poznali Niemcy i ponownie osadzono go w Stalagu II D. Stamtąd następnie uciekł do rodzinnej Warszawy.
W 1942 został członkiem Polskiej Partii Robotniczej i mianowany dowódcą Gwardii Ludowej na warszawskim Targówku. Za zlikwidowanie prowokatora Gestapo, który wydał kilku członków GL i PPR, mianowany został przez Sztab Główny GL oficerem Gwardii. Jesienią 1942 powołany na dowódcę Okręgu Warszawa-Miasto. Wiosną 1943, będąc poszukiwanym przez Niemców, został przeniesiony do Krakowa na stanowisko dowódcy Obwodu IV Kraków. Brał udział w opanowaniu Kopalni Węgla Kamiennego „Krystyna” w Tenczynku, skąd wraz z innymi gwardzistami zabrał pół tony trotylu. W lipcu 1943 awansowany na stopień kapitana GL. Na początku 1944 powrócił do Warszawy, gdzie objął ponownie stanowisko dowódcy Okręgu Warszawa-Miasto, awansując na stopień majora Armii Ludowej.
Walczył w powstaniu warszawskim. Poległ 26 sierpnia 1944 w kamienicy Łyszkiewicza na ulicy Freta 16 na Starym Mieście wraz z czterema członkami sztabu warszawskiej AL, wskutek uderzenia w kamienicę niemieckiej bomby lotniczej.

## Życie prywatne
Bolesław Kowalski był mężem Izoldy z domu Lerskiej, członkini Rewolucyjnych Rad Robotniczo-Chłopskich „Młot i Sierp” i Polskiej Partii Robotniczej, bojowniczki Armii Ludowej w czasie powstania warszawskiego. Po wojnie wyszła ona ponownie za mąż za Stanisława Kiryluka, awansowana do stopnia podpułkownika rezerwy Wojska Polskiego, działała w Polskiej Zjednoczonej Partii Robotniczej i Lidze Kobiet.

## Awanse
- oficer GL – grudzień 1942
- kapitan – 15 lipca 1943
- major – 5 lutego 1944
- pułkownik – 2 listopada 1944 (pośmiertnie)[2]

## Ordery i odznaczenia
- Order Krzyża Grunwaldu III klasy – 2 listopada 1944 (pośmiertnie)[2]
- Virtuti Militari IV klasy (pośmiertnie)[3]
- Pochwała Dowództwa Głównego GL I stopnia – 1 grudnia 1942

## Upamiętnienie
W latach 1945–2009 jego ekshumowane szczątki spoczywały w grobie na skwerze Hoovera w Warszawie. 26 sierpnia 2009, w rocznicę śmierci oficerów AL, wszystkie szczątki z grobu na skwerze spoczęły w zbiorowej mogile w kwaterze Armii Ludowej na Cmentarzu Wojskowym na Powązkach.
Na kamienicy Łyszkiewicza przy ul. Freta 16 w Warszawie widnieje tablica upamiętniająca poległych w niej oficerów warszawskiej AL, w tym Bolesława Kowalskiego.
Powstała w 1967 Wyższa Szkoła Oficerska Wojsk Łączności w Zegrzu nosiła imię Bolesława Kowalskiego.
W 1972 powstał film dokumentalny Z życiorysu majora Ryszarda, w reżyserii Zygmunta Adamskiego, poświęcony Bolesławowi Kowalskiemu. Postać majora Bolesława Kowalskiego występuje także w radzieckim filmie wojennym Żołnierze wolności (1977), w reżyserii Jurija Ozierowa, gdzie w postać tę wcielił się aktor Tadeusz Łomnicki.